# Piotr Ołowski
Piotr Paweł Ołowski (ur. 25 stycznia 1963 w Gdańsku) – polski polityk, pilot i urzędnik państwowy. W latach 2006–2007 wojewoda pomorski, poseł na Sejm VI kadencji, w latach 2012–2016 prezes Urzędu Lotnictwa Cywilnego.

## Życiorys
Z lotnictwem związany od 1979 jako pilot szybowcowy i samolotowy w Aeroklubie Gdańskim.
W 1981 ukończył II Liceum Ogólnokształcące im. dr. Władysława Pniewskiego w Gdańsku. W 1988 ukończył studia prawnicze na Wydziale Prawa i Administracji Uniwersytetu Gdańskiego, pracę magisterską napisał z zakresu prawa lotniczego. Odbył podyplomowe studia z wyceny nieruchomości na Wydziale Budownictwa i Architektury Politechniki Szczecińskiej.
W latach 1989–2006 pracował jako pilot Polskich Linii Lotniczych LOT. Uzyskał licencję pilota samolotowego liniowego na samolotach typu An-24, ATR 72, B-737, B-767. Na samolotach typu B-737 oraz ATR 72 pełnił funkcję kapitana. Odbył szkolenia specjalistyczne m.in. w Tuluzie (ATR Training Center) oraz w Seattle (Boeing Commercial Airplanes).
W wyborach samorządowych w 1998 bezskutecznie ubiegał się o mandat radnego powiatu gdańskiego z listy Akcji Wyborczej Solidarność. W latach 2002–2006 zasiadał w radzie miasta Pruszcz Gdański. Do 2002 był członkiem Zjednoczenia Chrześcijańsko-Narodowego, następnie wstąpił do Prawa i Sprawiedliwości. W styczniu 2006 został mianowany wojewodą pomorskim, odwołano go z tego stanowiska 26 lutego 2007. W przedterminowych wyborach parlamentarnych w tym samym roku bez powodzenia ubiegał się o mandat poselski z listy Platformy Obywatelskiej. W latach 2008–2010 wchodził w skład władz stowarzyszenia Pomorze XXI. W 2010 objął mandat posła VI kadencji w miejsce Anny Zielińskiej-Głębockiej, w parlamencie przystąpił do KP PO (został następnie członkiem Platformy Obywatelskiej). Zasiadał w Komisji Infrastruktury oraz w Komisji Sprawiedliwości i Praw Człowieka. Pełnił funkcję wiceprzewodniczącego Poselskiego Zespołu ds. Lotnictwa oraz uczestniczył w pracach Podkomisji stałej ds. transportu lotniczego i gospodarki morskiej. W wyborach w 2011 bezskutecznie ubiegał się o reelekcję.
W październiku 2012 został powołany na prezesa Urzędu Lotnictwa Cywilnego. W 2014 wybrany do rady powiatu gdańskiego, w której objął funkcję przewodniczącego na okres V kadencji. W 2015 ponownie z listy PO wystartował w wyborach do Sejmu, nie uzyskując mandatu. W lipcu 2016 odwołany ze stanowiska prezesa Urzędu Lotnictwa Cywilnego. W 2018 i 2024 utrzymywał mandat radnego powiatu na kolejne kadencje. W 2024 ponownie został przewodniczącym rady powiatu.

## Życie prywatne
Jest żonaty, ma dwoje dzieci.